# 田子の浦港

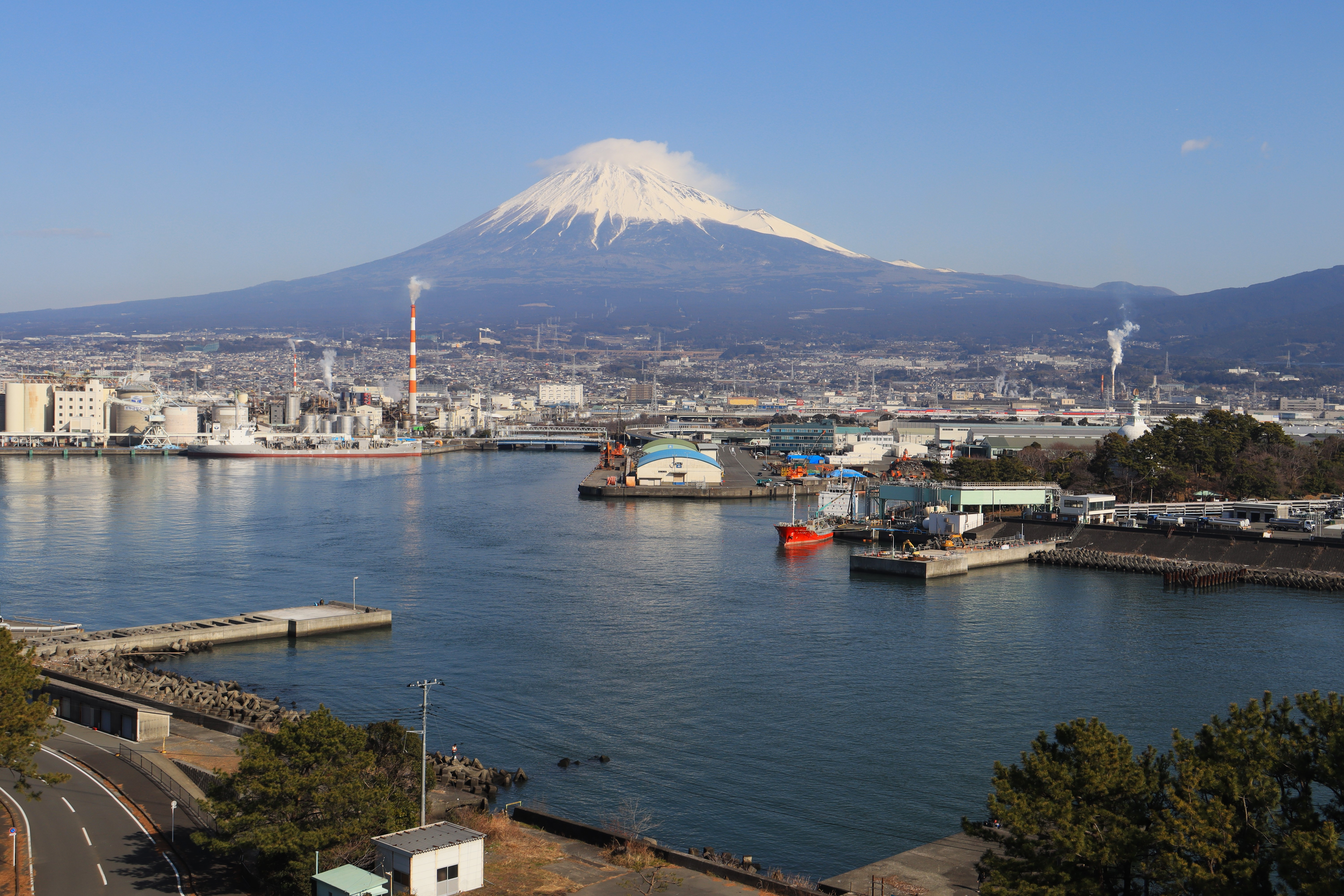
ふじのくに田子の浦みなと公園から望む田子の浦港（2023年2月）

田子の浦港（たごのうらこう）は、静岡県富士市にある駿河湾に面した港湾。港湾法上の重要港湾、港則法上の特定港に指定されている。

## 概要

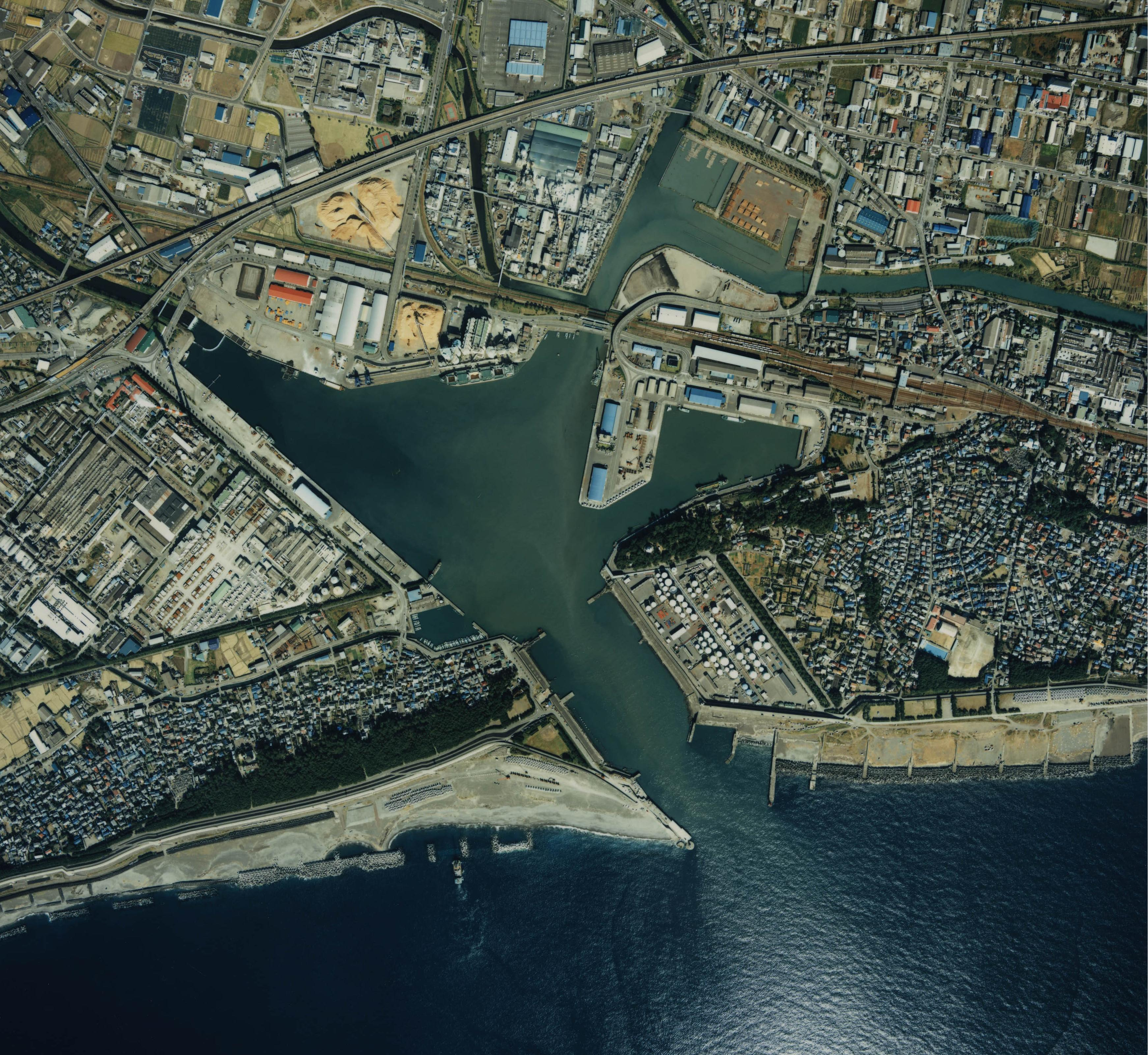
田子の浦港の空中写真（1988年）

富士市の中心より少し東に位置する。鉄道駅では吉原駅に近く、東海道本線が田子の浦港に架かる橋（沼川橋）を通る。田子江川、潤井川、小潤井川、和田川、沼川が流入している。
江戸時代に、沼川と潤井川の合流点にあった吉原湊（よしわらみなと）を中心に、駿河湾に面した海上交通の要として発展した。今日の港の周辺は、古くから製紙の町として発展してきた富士市ということもあって日本製紙・王子製紙・三島製紙などの製紙工場が多く、その他 倉庫（埠頭倉庫）、運輸業、食品加工工場（日本食品化工など）も集中する。南側には石油埠頭があり、ENEOS、出光興産などの油槽所がある。西側には周辺で最大の旭化成の工場がある。東側寄りには貯木場もある。1966年4月1日に関税法上の開港に指定された。
この港を作る前は砂浜海岸であり、発着がしにくいため鹿島港・苫小牧港・富山新港などとともに堀込式港湾になっていることで知られる。現在も、定期的に浚渫工事が行われている。しかしながら、田子の浦港に入港する外航船（外国貨物を運ぶ船舶）は、主に紙の原料となるチップや コーンスターチの原料となるトウモロコシなどのバルカーがあり、これらはパナマックス級であることが多いが、このクラスの船に貨物が満載の状態や潮の干満を考慮しないと船底を擦ってしまって入ってこられなかったり、もしくは接岸できなかったりするなど、港湾の使い勝手としては良好とは言えない。

## 埠頭
以下の5つの埠頭が存在する。
- 中央埠頭
  - 中央2号岸壁が2011年2月19日に全面供用開始された[2]。
- 吉原埠頭
- 富士埠頭
- 鈴川埠頭
- 石油埠頭

## 田子の浦しらす

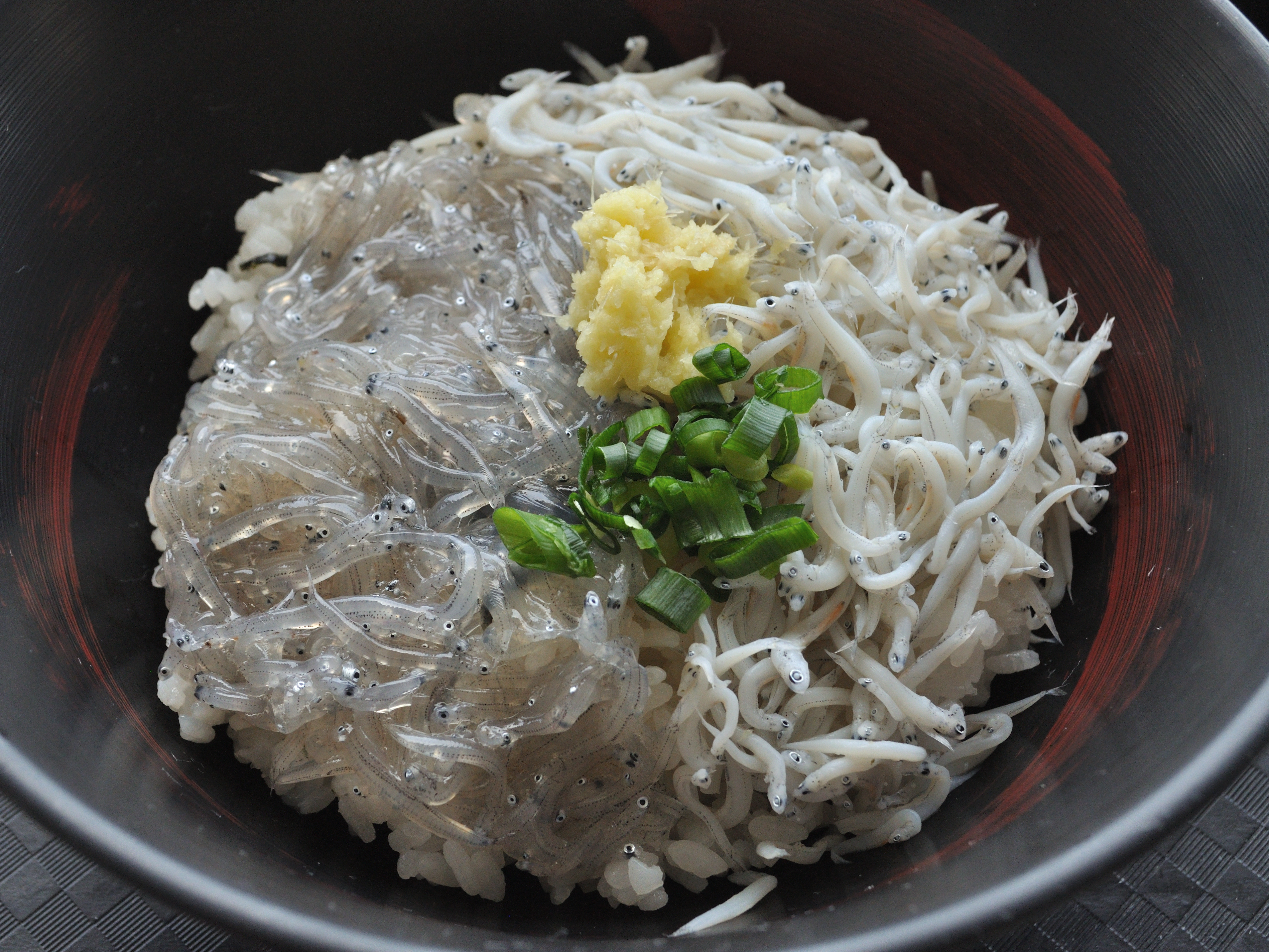
田子の浦港のシラス丼の参考画像（釜揚げ & 生しらす）

静岡県田子の浦港沖の特産品として、田子の浦しらすがある。富士市沖・沼津市沖で穫れるしらすであり、地理的表示法にて登録されている。鮮度の良さとぷりぷりとした食感が特徴である。

## 貿易額輸出入額合計
- 2008年

633億9700万円（輸出額 151億6300万円、輸入額 482億3400万円）
- 2009年

423億1100万円（輸出額 121億1735万円、輸入額 301億9406万円）

## 主な取扱品目
- チップ
- パルプ
- メイズ（トウモロコシ）
- セメント
- ガソリン
- 灯油
- 軽油
- 重油
- 過酸化水素
- 水酸化マグネシウム

ほか

## 管轄
- 港湾 - 静岡県田子の浦港管理事務所 （富士市鈴川町2-1）
- 税関 - 名古屋税関清水税関支署田子の浦出張所 （富士市鈴川町1-2 田子の浦港合同庁舎）
- 検疫所 - 名古屋検疫所清水検疫所支所 （静岡市清水区日の出町9-1 清水港湾合同庁舎）
- 植物防疫所 - 名古屋植物防疫所清水支所 （静岡市清水区日の出町9-1 清水港湾合同庁舎）

## 交通

### 一般道
- 静岡県道170号田子浦港大野線
- 静岡県道172号吉原田子浦港線
- 静岡県道341号水神田子浦港線
- 静岡県道353号田子浦港富士インター線

## 公害
1960年代から1970年代前半に製紙業などによる排水を原因とした激しいヘドロ公害が起こり、そのヘドロは港湾としての機能を妨げるだけでなく悪臭などを引き起こし社会問題までに発展した。